# San Pedro del Pinatar

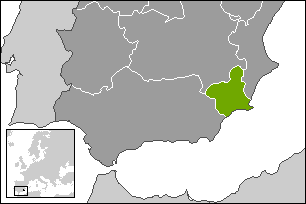
Région de Murcie

San Pedro del Pinatar est une commune de la région de Murcie en Espagne.

## Histoire
Cette ville a reçu son nom vers le XVIIe siècle. Avant, la localité était appelée Pinatar. Elle tirait ce nom du massif forestier constitué en majeure partie de pins qui couvrait son territoire. Au Moyen Âge, l'hiver, on y chassait le sanglier. Au XVIIe siècle, des moines franciscains y fondèrent un ermitage, le village devint alors San Pedro del Pinatar.
Le 16 septembre 1836, la première mairie séparée de celle de Murcie fut créée. José Imbernón Ruíz en fut le premier maire.

## Démographie
Sa population recensée est de 23 738 habitants, bien qu'elle se multiplie notamment en époque estivale.
Étant une des petites communes de la région de Murcie, avec seulement 21,7 km2, elle a une densité de population de 1 095 habitants par km².
Actuellement sa population se concentre en trois grands noyaux urbains : San Pedro del Pinatar, Lo Pagán et El Mojón.
| 1857  | 1877  | 1887  | 1900  | 1910  | 1920  | 1930  | 1940  | 1950  |
| ----- | ----- | ----- | ----- | ----- | ----- | ----- | ----- | ----- |
| 1 650 | 2 012 | 2 306 | 2 647 | 3 061 | 3 259 | 3 299 | 4 261 | 5 006 |

| 1960  | 1970  | 1981  | 1986   | 1991   | 1996   | 2001   | 2006   |
| ----- | ----- | ----- | ------ | ------ | ------ | ------ | ------ |
| 5 436 | 6 520 | 8 959 | 10 902 | 12.221 | 13 644 | 16 269 | 21 234 |

## Géographie

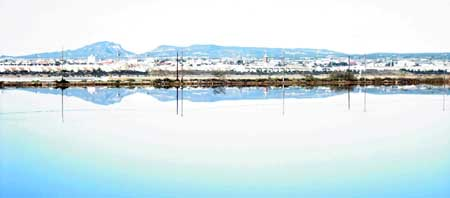
La montagne de Escalona et celle de Carrascoy donnent un profil connu comme La belle au bois dormant en raison de la forme de femme couchée qu'il paraît représenter. Vue depuis un étang des salines.

San Pedro del Pinatar est située entre la Mar Menor et la mer Méditerranée. Elle borde la province d'Alicante et se trouve à 37 km de Carthagène et à 58 km de Murcie. Ses municipalités voisines sont : San Javier et Pilar de la Horadada (dans la communauté valencienne, province d'Alicante). C'est l'un des districts de la province maritime de Cartagena.
Il s'agit d'une petite péninsule de quatorze kilomètres de côte partagée entre les deux mers. Les plages de la Mar Menor sont Villananitos, La Puntica et La Mota. Sur la Méditerranée se trouvent les plages de La Llana, qui sont la Playa de las Salinas, Barraca Quemada et Punta de Algas. A côté de la première se trouve le port. De l'autre côté du port se trouvent la Playa de la Torre Derribada et El Mojón.
Il y a deux oueds, la rambla de las Siete higueras qui vient de la frontière avec Pilar de la Horadada et se jette dans les salines, et la rambla de Casas Blancas qui vient de la municipalité de San Javier et traverse la municipalité jusqu'à ce qu'elle se termine à une extrémité de la plage de Villananitos.
Elle est située dans une dépression côtière qui finit dans deux noyaux de population : El Mojón, partagé avec la province d'Alicante, et Lo Pagán, qui jouxte San Javier. Entre ces villes on trouve la zone humide la plus importante de la région de Murcie : le parc naturel des Salines et des bancs de sable de San Pedro del Pinatar, de presque 900 ha. Celui-ci abrite des flamants roses, des mouettes, des albatros,des hiboux ; ses dunes sont mouvantes, avec une flore caractéristique constituée de nénuphars, de joncs et de roseaux.

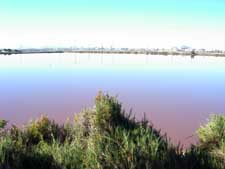
San Pedro vu depuis les salines. La couleur rougeâtre de l'eau est produite par des algues qui vivent dans des environnements très salés.

## Climat
Le climat est un climat méditerranéen sec. En général il s'agit d'un climat sec, avec des hivers doux et des étés plutôt chauds. Les températures moyennes oscillent entre les 17 °C l'hiver et  23 °C en été, avec quelque 3 000 heures de soleil annuelles. Les vents dominants sont ceux du nord-est (levante), du sud-ouest (leveche) et de l'ouest (poniente).

## Économie

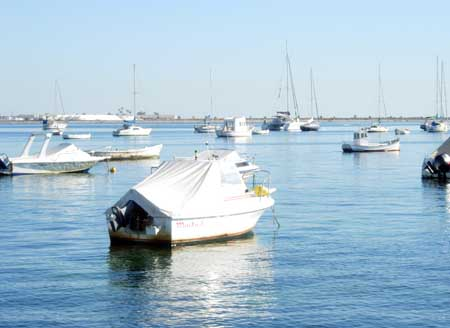
Bateaux à l'ancre. Au fond les salines.

L'agriculture est très limitée en raison de la petite taille de la municipalité. Toutefois,  l'industrie de la pêche est bien développée, tant dans la mer Méditerranée que dans la Mar Menor, avec des industries importantes dérivées de la pêche et de l'agriculture environnante. 
En outre, le secteur des services est assez développé dans différentes activités telles que la banque, le tourisme. Dans le district de Lo Pagán se trouve le siège de l'Institut espagnol d'océanographie. 
Il existe un petit port sur la mer Méditerranée, avec 146 800 m² et un tirant d'eau de trois mètres, dont l'activité est principalement centrée sur la pêche et le transport du sel ; à l'intérieur de celui-ci se trouvent deux marinas avec de nombreux amarrages (appelées Villa de San Pedro et Marina de Salinas). Il existe une autre marina (Lo Pagán) sur la Mar Menor, à côté du marché aux poissons et du quai des pêcheurs.

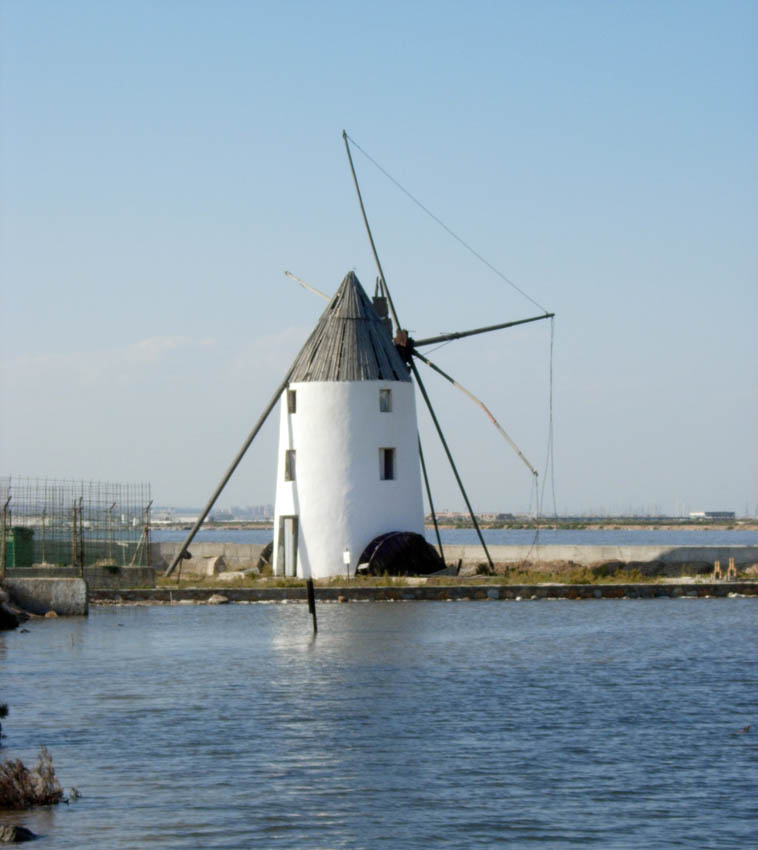
Moulin à sel de La Ezequiela du XIXe siècle, un des moulins à vent du campo de Caragena

L'industrie la plus traditionnelle depuis l'époque romaine est l'exploitation du sel dans les Salinas de Coterillo, qui sont toujours en activité aujourd'hui. 
Depuis 2005, de l'eau dessalée est produite, deux stations d'épuration sont en service, qui fonctionnent par osmose inverse, et produisent de l'eau pour la consommation humaine pour toute la zone côtière jusqu'à Carthagène. Cependant, d'un point de vue écologique, ces usines font l'objet de vives critiques, car leurs déchets sont considérés comme ayant un impact négatif sur les prairies de posidonies situées le long de la côte. Ces stations de traitement des eaux sont situées à côté du parc naturel de Salinas y Arenales de San Pedro del Pinatar.
Les activités de loisirs jouent un rôle important, car la commune dispose d'un climat propice aux activités de plein air, de plusieurs plages et marinas, d'installations de thalassothérapie, d'itinéraires écologiques à travers ses zones protégées, de sorte que l'offre est diversifiée.

## Fêtes locales
- Défilés processionnels en Semaine Sainte.
- Fin juin, San Pedro Apostol.
- Le 16 juillet, "romería" de la Vierge du Carmen.